# Патријарх српски Герасим
Патријарх српски Герасим (световно Соколовић) био је архиепископ пећки и патријарх српски од 1575. до 1586. године. Близак рођак својих претходника, патријарха Антонија и патријарха Макарија. Пре избора за српског патријарха био је митрополит херцеговачки, а раније је служио као придворни монах у Пећком манастиру.

## Биографија
Све најистакнутије личности из патријаршијске династије Соколовића, који су у првом реду тежили да организационо учврсте Српску цркву и да је економски оснаже, искористили су благонаклоност турских власти да Српску цркву обнове у сваком погледу и да је организују.
Герасим Соколовић, је по ступању на патријаршијски трон енергично приступио реорганизацији Пећке патријаршије. Герасим је био први патријарх за кога се зна да се потписао као патријарх Срба и Бугара.
Из сачуваних записа о њему знамо да је био велики љубитељ књиге. По његовом наређењу преписивани су минеји за Велику цркву у Пећи и за манастир Грачаницу. Такође је наредио да се о његовом трошку препише Панегирик који је поклонио цркви митрополије липљанске, односно новобрдске у манастиру Грачаници.
За његово време је Георгије, митрополит сегединскога града бачке области, у манастиру преподобне матере Параскеве, под планином Цер, преписао свети и божанствени законик и приложио га поменутом манастиру у коме је примио и монашки постриг.
Није познато да ли се патријарх Герасим добровољно повукао са патријаршког трона и своје место уступио своме рођаку херцеговачком митрополиту Саватију Соколовићу 1586. године.
У време док је Герасим био патријарх српски у Пећкој патријаршији је било око сто монаха, а султан је годишње давао по две хиљаде дуката на име слободе вере.
Последњи помен о патријарху Герасиму пронађен је у једном рукопису Пећке патријаршије из 1587. године.